# Partido di General Lavalle
Il partido di General Lavalle è un dipartimento (partido) dell'Argentina facente parte della Provincia di Buenos Aires. Il capoluogo è General Lavalle.